# Club Nintendo México
Club Nintendo (abreviado CN o ClubNin) fue la revista oficial de Nintendo en América Latina, de origen Mexicano. Fue fundada por Gustavo Rodríguez y José Sierra. Publicada por la Editorial Televisa, hasta febrero de 2019, donde debido a problemas financieros de la propia editorial[cita requerida] es que se detiene su publicación de manera inmediata para aquellos países de Latinoamérica, donde aun era publicada (Venezuela, Colombia, Perú, Ecuador, Argentina y Chile en formato físico mensual), sumando a su versión Digital.
En diciembre de 2011 la revista celebró su 20.º aniversario y en diciembre de 2014 publicaron su último número en el formato físico mensual en México.

## Historia

### Comienzos
En 1987, dos publicistas y videojugadores llamados Gustavo "Gus" Rodríguez y José "Pepe" Sierra formaron una agencia llamada Network Publicidad. En 1988, adquirieron una NES junto con Super Mario Bros. y The Legend of Zelda, cuando estos no eran muy conocidos en México, así comenzó su gusto por Nintendo.
En 1989, Jorge Nogami, a punto de abrir una tienda oficial de Nintendo en el Distrito Federal, llamó a Gus y a Pepe para que le hicieran publicidad. En vez de hacer anuncios para la radio y los periódicos, decidieron publicar un boletín quincenal llamado El mundo de Nintendo, que contenía información de los títulos más vendidos, tips y trucos. El boletín comenzó con cuatro páginas y dos tintas, era tamaño oficio, estaba doblado en tres y casi no incluía fotos ni imágenes ya que la mayoría tenían que hacerse a mano.
El boletín se volvió tan popular en la tienda que en poco tiempo aumento a ocho páginas y tres tintas, además se hicieron ediciones especiales de algunos juegos como Super Mario Bros. y Super Mario Bros. 3. Un tiempo después, "Axy" y "Spot" se unieron al equipo de trabajo (contribuyendo con una sección llamada Warp Zones), incorporándose también Jesús "Chucho" Medina y Adrián Carbajal "Carqui".

### La revista
En julio de 1991, Teruhide Kikuchi, ejecutivo japonés de C. Itoh (en ese entonces distribuidor oficial de Nintendo en México), llamó a Network Publicidad y a Ediciones Continentales para que hicieran una revista en la que se informara y promocionaran los productos de Nintendo.
Entonces comenzaron a trabajar en un dummy para mostrárselo a Kikuchi, el cual escogió el dummy de Network Publicidad, ya que Ediciones Continentales tenía pensado hacer una revista de pasatiempos. Así, comenzaron las juntas para la realización de la revista, en donde se propusieron algunos nombres para esta, como El Club de Nintendo, el cual fue la elección final de Kikuchi.
Así, el 8 de diciembre de 1991 salió el primer número de la revista bajo el nombre de Club Nintendo.
Durante los primeros años, las revistas estaban engrapadas, las portadas se hacían con aerógrafo sobre un cartón cuatro veces más grande del tamaño original, las fotos de los juegos eran tomadas con una cámara fotográfica directamente del monitor y las del Game Boy eran fotocopiadas de la pantalla, otras imágenes eran dibujadas a mano y los mapas eran hechos con trazos sobre papel albanene con estilógrafo y coloreados con plumones
Con el tiempo, la revista tuvo varios cambios de estilo y formato, se comenzó a empastar, se le agregaron más páginas, fueron apareciendo nuevas secciones y se comenzó a lanzar ediciones especiales. Además, la revista organizó varias fiestas, reuniones, torneos y asistió a gran cantidad de eventos como el CES, el E3 y el EGS. También acostumbran a regalar consolas, juegos y demás artículos relacionados con Nintendo o la revista.
También contó con otros servicios como suscripción, página web de donde se puede acceder a un buen número de contenido como los recién renovados foros de discusión (anteriormente era imposible unirse a los foros debido a un diseño deficiente y únicamente los usuarios antiguos pueden participar), blogs, página en Facebook y Twitter, además de la sección podcast, donde ahora se exhiben algunos videos de eventos importantes de la industria que de igual forma se encuentran en su canal en YouTube llamado CNTV, dejando por completo a un lado el Club Nintendo para tus oídos con el que habían comenzado una interacción más multimedia.

### Ediciones especiales, cobertura web y salida de integrantes (2015)
La edición de diciembre de 2014 (portada de Super Smash Bros. para Nintendo 3DS y Wii U) fue la última revista que apareció bajo el formato mensual en México, mientras que para Chile y Perú se continuó publicando de manera mensual hasta la cancelación de la revista en febrero de 2019 (portada de Kirby's Extra Epic Yarn). Al momento del cierre de la Editorial Televisa,  el ejemplar de marzo de 2019 (portada de Yoshi's Crafted World) se encontraba listo pero no llegó a publicarse.
El 31 de diciembre de 2014, el director editorial Antonio Rodríguez publicó un comunicado en la página oficial donde declara que en 2015 se ofrecerían (en México) ediciones especiales bimestrales, comenzando en el mes de febrero (el cual se trataría de un especial de Donkey Kong). Estos especiales siguieron el estilo de "El Mundo de Mario" y "El Mundo de Bowser", gracias a la aceptación y apoyo de estos últimos. "Toño" comenta que aquellos contenidos que eran habituales en la revista como las noticias, reseñas, secciones, entre otros, ahora se publicarían directamente en la página web de la revista, con una mayor cobertura en redes sociales, dejando claro que ahora el enfoque de Club Nintendo era lo digital, quedando las ediciones especiales como ejemplares de colección.
Ese mismo día Pepe Sierra, quien se desempeñara (junto a Gus Rodríguez) como director editorial desde el primer número de la revista, publica una imagen con el siguiente comunicado en su cuenta de Twitter:

«Hace más de 23 años, comencé una nueva aventura que me llevó a ser partícipe de este maravilloso mundo de los videojuegos. Durante ese tiempo, disfruté compartir con ustedes las noticias más emocionantes, lanzamientos de consolas y juegos que se han vuelto historia; tuve la oportunidad de entrevistar a íconos de la industria como Miyamoto, Iwata, Reggie, Sakurai y varios más, quienes, emocionados, me comentaban sobre sus próximos éxitos de Nintendo; pero sobre todo, a través de múltiples eventos, conocí a muchos de ustedes y aproveché para saludarlos personalmente y agradecerles su apoyo y el gusto con que esperaban el nuevo número de su revista Club Nintendo.

Para mí, Club Nintendo significó más que 96 páginas de papel, se trató de un sueño que inicié a principios de los años 90 y que rápidamente se convirtió en una de mis pasiones más queridas. No obstante, como sabrán, los tiempos cambian y la forma de exponer la noticia evoluciona, cediendo el paso a las nuevas tecnologías, por lo que desde hace unas semanas –y por cuestiones ajenas a mí-, dejé de desempeñar el cargo como Director Editorial de Club Nintendo que tantas emociones y satisfacciones me trajo.

Así que aprovecho este espacio para darles las gracias a todos ustedes que me acompañaron en esta aventura y para invitarlos a que sigan disfrutando de los momentos mágicos de Nintendo, pues los videojuegos, más que entretenimiento, son un estilo de vida que gozamos día a día.  ¡Hasta pronto!»

En las siguientes semanas, la página web de Club Nintendo empezó a rescatar secciones de la revista impresa, como "Previo", "Uno con el Control", "Un Vistazo a Japón", "Arcadias", "¿Que Hay Dentro De...?", "El Gremio" (sección dedicada a la serie Monster Hunter) y "Centro de Entrenamiento". Al mismo tiempo continuaron los Podcast semanales y los Gamevistazos en Vídeo en su canal de YouTube, así como también nuevos contenidos con temas de juegos actuales, Top 10, opiniones, remembranzas de números antiguos de la revista, etc.
El 5 de marzo de 2015, un mes después del lanzamiento del primer especial bimestral del año ("La jungla de Donkey Kong"), Toño Rodríguez publica en la página web el anuncio de un nuevo ejemplar de la revista, dedicado al lanzamiento de The Legend of Zelda: Majora's Mask 3D para Nintendo 3DS, el cual cuenta con una amplia cobertura del mismo y un "Mega Poster" con imágenes de ambos lados relacionados al juego. Presenta un artículo relacionado con los amiibo, además de pequeñas reseñas de los juegos ya disponibles para consolas Nintendo y previos de los que están por venir en los próximos meses. El lanzamiento de esta revista alegra a muchos lectores, pero también deja duda en otros más, al no tener certeza si la revista cumplirá con las ediciones especiales bimestrales, si vuelven mensualmente, o si será una combinación de ambos formatos. Hasta hoy no hubo una explicación oficial. En la página 2 de dicho ejemplar, en la columna de créditos editoriales, ya no se aprecian los nombres de Hugo Hernández y Alejandro Ríos. Las referencias a su trabajo para CN han quedado fuera de sus perfiles personales de Twitter. "Panteón" a través de su nuevo blog personal "El Inframundo" comenta en respuesta al cuestionamiento de un fan, que la salida de él y Hugo de Club Nintendo se debió simplemente a diferencias en relación tiempo de trabajo-dinero, siendo el especial de Donkey Kong la última revista donde trabajaron ambos.

### Cambio al formato digital (2015 - 2019)
Después de 4 números lanzados de manera irregular durante los primeros 9 meses del año 2015, la edición del año 24 n.º 5 lanzada en octubre del mismo año (portada The Legend of Zelda: Tri Force Heroes) representó el cambio definitivo del papel impreso a la revista digital, cuya venta es exclusiva para AppStore optimizada para dispositivos iPad. Sería hasta la publicación del n.º 6 (especial dedicado a las figuras amiibo) en donde Toño Rodríguez responde a las dudas de los lectores, confirmado que a partir del n.º 5 la revista solo se comercializara digitalmente en México, mientras que en países como Venezuela, Colombia, Perú, Ecuador y Chile seguirían distribuyéndose de manera tradicional en formato físico.

### Cancelación de la revista
Debido a los problemas financieros que afectan tanto al Grupo Televisa, se han visto en la necesidad de dar término a sus actividades de la Editorial Televisa, en países como Venezuela en diciembre de 2018, Colombia en enero de 2019 y en Perú, Ecuador, Argentina y Chile en febrero de 2019, ocasionando que la publicación de numerosas revistas, entre ellas la revista Club Nintendo fueran canceladas definitivamente o hasta nuevo aviso, terminando así con las últimas publicaciones que Club Nintendo poseía todavía en Latinoamérica, tanto en formato físico como digital.

### Biblioteca digital
Gracias a Internet Archive y el apoyo de su comunidad se puede encontrar una colección llamada Club Nintendo Magazine de algunas ediciones en español rescatadas en su biblioteca digital.  

## Personal

### Últimos
- Antonio Carlos Rodríguez "Toño" - editorial
- Juan Carlos García A. "Master" - Coordinador Editorial
- Adrián García A. “Kensuo” - Redacción
- "Axy" - Agente secreto
- "Spot" - Agente secreto
- Francisco Cuevas Ortiz "Frank" - Director de arte

### Anteriores
- Gustavo Rodríguez "Gus" - Director editorial
- José Sierra "Pepe" - Director editorial
- Hugo Hernández "Crow" - Investigación
- Alejandro Ríos "Panteón" - Investigación
- Rafael García "Pulkachu" - Investigación
- Francisco Javier Chávez R. "Conejo" - Investigación
- Edwin Ibarra Hernández -Investigación
- Daniel Stephan "Cheché" - Investigación
- Eduardo Oviedo "Ewawo" - Investigación
- Gerardo Torres "Arkham" - Investigación
- Jesús Medina "Chucho" - Investigación
- Juan M. Sánchez "John" - Investigación
- Javier López Gamas "ICE" - Investigación
- Víctor Arjona "Fartman" - Investigación
- Daniel Avilés "Densho" - Investigación
- Adrián Carbajal Sánchez "Carqui"
- Nathalie de Marcé -Investigación
- Fabrice V. Connehaye - Investigación

- Investigación
- Juan Enrique Islas - Investigación
- Peke Vázquez - Investigación
- Adrián Moscoso - Colaboración
- María Suárez Molnar - Colaboración
- Víctor Madrid Reyes "Fito" - Diseñador
- José de Jesús Cabrera "Takao" - Diseñador
- Marvin Rodríguez "Gono" - Diseñador
- Enrique Salmones Legorreta - Investigación

## Logotipo
| Período                           | N.º Revista   | Características |
| --------------------------------- | ------------- | --- |
| Diciembre de 1991                 | Año 1 n.º 1   | El Primer Logotipo apareció en su primer número. En el aparecía "Club" sobre tres rombos de los Colores, Amarillo, Naranja y Violeta (uno dentro del otro) a la izquierda del Logotipo de Nintendo. |
| Noviembre de 1994                 | Año 3 n.º 11  | En el aparecía "Club" con un Rombo entre cada letra y sobre una línea negra (los rombos eran del mismo color que los del primer Logotipo), debajo aparecía el Logotipo de Nintendo. La línea negra fue removida en julio de 1995 (Año 4 n.º 7) donde la Palabra "CLUB" ya se veía en 3D. Luego en julio de 1998 (Año 7 n.º 7), los Rombos ahora son Octaedros y la palabra "CLUB" ya tiene una Nueva Tipografía y al Final, en septiembre de 2001 (Año 10 n.º 9), el Logotipo ya es Simple y Sólido con Sombra. |
| Julio - agosto de 2002            | Año 11 n.º 7  | En ese Logotipo aparecía "Club" de Color Azul sobre Nintendo de color Blanco dentro de la mitad de un óvalo Negro, simulando las portadas de los juegos de GameCube. Este solo duró dos meses, luego en septiembre del 2002 (Año 11 n.º 9) se volvió a utilizar el segundo logo. |
| Abril de 2003                     | Año 12 N.º 4  | Ahora aparece "Club" seguido de tres Rombos sobre Nintendo, debajo se agregó la leyenda "Revista oficial de Nintendo". En enero del 2004 (Año 13 n.º 1), se cambió el tamaño de las letras (y el alineado de los Rombos) por unas más gruesas. Cuando comenzó el Logotipo actual de color Gris de Nintendo, este fue agregado al Logotipo de la Revista. |
| Diciembre de 2012                 | Año 21 N.º 12 | En el nuevo logotipo las líneas grises que rodeaban las letras y los rombos desaparecen y se ve que aumentaron las letras un poco. |
| Diciembre de 2013                 | Año 22 N.º 12 | El logotipo es una versión actualizada del logotipo de 1998, sólo que con las letras y el logotipo de Nintendo de color blanco o negro dependiendo la portada. |
| Octubre de 2017 - febrero de 2019 | Año 26 N.º 10 | A partir de esta edición el logo seguía con las mismas tipografías y diseño, pero el fondo siempre sería rojo y las letras de color blanco. |

## Rankings
Los juegos que se reseñan en la revista reciben un puntaje. Originalmente, el personal estaba en contra de puntuar los juegos, finalizando los análisis con un simple comentario. Posteriormente, tres miembros del personal calificaban los juegos del 1 al 10, incluyendo decimales. A partir de diciembre del 2007 (Año 16 n.º 12) el modo de calificar cambió.
Los juegos se clasifican en 4 categorías:
- Deportes
- Acción/Aventura/RPG
- Minijuegos/Puzzle/Party
- Peleas

Dentro de estas categorías se califican 5 de los siguientes aspectos:
| - Gráficos - Gameplay - Sonido | - Dificultad - Replay value - Historia | - Adicción - Variedad - Multiplayer |

Cada juego se califica sobre 10 estrellas, con 2 como máximo en cada uno de los 5 aspectos. Además del ranking, al final de la reseña se incluye una pequeña sección llamada Los expertos comentan, donde tres miembros del personal dan su punto de vista sobre el juego analizado.

## Secciones
| - A favor y en contra (desaparecida por ahora) - Canales Nintendo (antes llamada NintendoWare) - Cementerio de videojuegos (especie de sustituto del Museo y aparece solo en algunos números) - Centro de entrenamiento(solo en algunos números) - Club Nintendo - CN Profile - Pasacartas (llamada anteriormente Dr. Mario y por un tiempo Tus preguntas a Mario) - Editorial - El arte de (sale solo algunos meses) - El control de los profesionales - El ojo del cuervo - Entrevista - Evolución (al igual que El arte de, solo sale algunos meses) - Extra - Galería CN (antes llamada Galerie d' Adeleine) - Gamevistazo - La imagen - LogNin - Los retos (antes llamada Retos de Mario) - Nuestra portada - Previo - Reporte - Revisamos (antes llamada Este mes revisamos) - S.O.S. (Servicio Organizado de Secretos) - Sección especial (antes llamada simplemente Especial) - Sumario - Tips - Top 10 - Última página - Un vistazo a Japón - Uno con el control - Finales | - A fondo - Analizando a - Biografías - CN Awards - CN Babes - CN Poll - Contenido año # - Cubos CN - Curso de HTML - Curso Nintensivo - Dicciomario de nomenclaturas - El conejo en el país de las maravillas - El control de las celebridades - El más esperado - El Taller de Luigi - Es turno de - Este mes llégale a - Game vistazo a - Información NESesaria - Información SuperNESesaria - Información variada - La bola de cristal - La bolita de cristal - La calle CN - Las mejores descargas - Las recomendaciones de CN - Los años maravillosos - Los grandes de - Los récords - Los recortables - Mariaditos - Mariados - Museo | - N Times - Nintendo Power - Nintensivo - NintendoWare (fusionando las secciones Consola virtual y WiiWare) - Página 64 - Perspectiva CN - Ranking - Rayados - Reset - Retroactivo - Select, atrás, más atrás, start - Sí y No - Sólo lo mejor - Start - Super Wario - Test - Una visión diferente - VS - Dr. Mario |  |

## Ediciones especiales
1. S.O.S. - julio de 1992
2. Street Fighter II - julio de 1993
3. Arte - abril de 1997[19]
4. Enciclopedia - abril de 1998[19]
5. Pokémon - diciembre de 1999[19]
6. Pokémon - abril de 2001
7. The Legend of Zelda - abril de 2002[20]
8. EGS 2003 - octubre de 2003[21]
9. EGS 2004 - octubre de 2004[22]
10. Resident Evil - abril de 2006[23]
11. El arte en los juegos de Mario Bros. - abril de 2007[24]
12. Super Smash Bros. - abril de 2008[25]
13. El Mundo de Super Mario - abril de 2014